# أنجلينا غريمكي
أنجلينا إميلي غريمكي ويلد (بالإنجليزية: Angelina Grimké) (20 فبراير 1805 – 26 أكتوبر 1879) كانت أمريكية مؤيدة لمبدأ إبطال الاسترقاق والقضاء على العنصرية، وناشطة سياسية، ومدافعة عن حقوق المرأة، ومؤيدة لحركة حق النساء في التصويت. تُعد هي وشقيقتها سارة مور غريمكي المرأتين الجنوبيتين الوحيدتين من ذوات البشرة البيضاء اللتين أصبحتا مؤيدتين لإبطال الاسترقاق والقضاء على العنصرية. عاشت الأختان معًا، وكانت أنجلينا زوجة الزعيم المؤيد لإبطال الاسترقاق ثيودور دوايت ويلد.
على الرغم من نشأتهما في تشارلستون بولاية كارولاينا الجنوبية، أمضت أنجلينا وسارة حياتهما في مرحلة البلوغ بأكملها في الشمال. كانت أعظم شهرة لأنجلينا بين عام 1835، حين نشر وليم لويد غاريسون رسالة لها في صحيفته المناهضة للعبودية ذا ليبيريتر، ومايو عام 1838، حين ألقت خطابًا أمام مؤيدي مبدأ إلغاء الاسترقاق مع حشد عدائي وراشق للحجارة خارج قاعة بنسيلفانيا. كانت مقالاتها وخطبها في تلك الفترة حججًا قاطعةً لإنهاء الرق والنهوض بحقوق المرأة.
أعلنت غريمكي ظلم حرمان أي رجل أو امرأة من الحرية استنادًا إلى آرائها من نظرية الحقوق الطبيعية (على النحو المنصوص عليه في إعلان الاستقلال)، ودستور الولايات المتحدة، والمعتقدات المسيحية في الكتاب المقدس، وذكريات طفولتها الخاصة عن العبودية القاسية والعنصرية في الجنوب. أعربت بطلاقة وفصاحة عن مشكلة التحيز العنصري بصفة خاصة. عندما تم تحديها للحديث في الأماكن العامة إلى الجماهير المختلطة من الرجال والنساء في عام 1837، دافعت هي وشقيقتها سارة بضراوة عن حق المرأة في إلقاء الخطب والمشاركة في الخطاب السياسي.
في مايو عام 1838، تزوجت أنجلينا ثيودور ويلد، وهو من مؤيدي مبدأ إلغاء الاسترقاق البارزين، وعاشا في نيو جيرسي مع شقيقتها سارة، وربّيا ثلاثة أطفال: تشارلز ستيوارت (1839)، وثيودور غريمكي (1841)، وسارة غريمكي ويلد (1844). كسبا لقمة العيش من خلال إدارة مدرستين تقع إحداهن في حي راريتان باي يونيون. بعد انتهاء الحرب الأهلية، انتقلت عائلة غريمكي-ويلد إلى هايد بارك في ماساتشوستس، حيث أمضوا سنواتهم الأخيرة. كانت أنجلينا وسارة ناشطتين في جمعية ولاية ماساتشوستس للدفاع عن حق المرأت في التصويت والاقتراع.

## خلفية العائلة
وُلدت غريمكي في تشارلستون بولاية كارولينا الجنوبية لجون فوتشرود غريمكي وماري سميث، وكلاهما من عائلتين أرستقراطيتين إقطاعيتين. كان والدها محاميًا أنجليكيًا، ومزارعًا، وسياسيًا، وقاضيًا، ومحاربًا قديمًا في الحرب الثورية، وعضوًا بارزًا في مجتمع تشارلستون، أما والدتها ماري، فكانت تنحدر من سليل حاكم ولاية كارولينا الجنوبية توماس سميث. كان والداها يملكان مزرعة ومن كبار مالكي العبيد، وكانت أنجلينا الأصغر بين 14 طفلًا. آمن والدها بأن المرأة ينبغي لها أن تكون تابعة للرجل، ووفّر التعليم لأطفاله الذكور فقط، ولكن أطفاله كانوا يشاركون دروسهم فيما بينهم.

## النشأة والنشاط الديني
كان جون وماري غريمكي كلاهما مدافعين قويين عن قيم الطبقة العليا التقليدية الجنوبية التي جعلتهما أصحاب نفوذ في مجتمع تشارلستون. لم تسمح مريم للفتيات بالاختلاط خارج الدوائر الاجتماعية النخبوية الموصوفة، وظل جون مالك عبيد طوال حياته.
كانت الشابة أنجلينا غريمكي، الملقبة بـ«نينا»، قريبةً جدًا من شقيقتها الكبرى سارة مور غريمكي، التي أقنعت والديها في سن الثالثة عشرة بالسماح لها بأن تكون إشبينة أنجلينا. حافظت الأختان على علاقة حميمة طوال حياتهما، وعاشتا معًا معظم حياتهما، وإن حدثت فترات انفصال قصيرة بينهما.
حتى عندما كانت طفلة، وُصفت أنجلينا في رسائل العائلة والمذكرات اليومية بأنها الأكثر استقامة، والفضولية، وأيضًا بأنها الأكثر ثقة بنفسها بين جميع أشقائها. كتبت المؤرخة غيردا ليرنر في الكتاب الذي يتحدث عن سيرة حياة غريمكي الأختان غريمكي من ولاية كارولينا الجنوبية: «لم يخطر ببال [أنجلينا] أنها يجب أن تقبل بالحكم المتفوق لأقاربها الذكور أو أن أي شخص قد يعتبرها في مرتبة أدنى، لمجرد كونها فتاة». بدت أنجلينا فضولية وصريحة أكثر من شقيقتها الكبرى سارة، وهما صفتان كثيرًا ما كانتا تسيئان إلى عائلتها التقليدية وأصدقائها.
عندما حان الوقت تأكيدها في الكنيسة الأسقفية وهي في سن الثالثة عشرة، رفضت أنجلينا تلاوة عقيدة الإيمان. وخلصت الفتاة الفضولية المتمردة إلى أنها لا تستطيع الموافقة على ذلك وأنها لن تكمل مراسم التأكيد. تحولت أنجلينا إلى العقيدة المشيخية في أبريل عام 1826، وهي بسن الحادية والعشرين.
كانت أنجلينا عضوًا نشطًا في الكنيسة المشيخية، وكانت من مؤيدي دراسة الكتاب المقدس والتعليم بين الأديان، ودرّست صفًا في مدرسة الأحد، وقدمت أيضًا الخدمات الدينية لعبيد عائلتها؛ وهو أمر أثار امتعاض والدتها في البداية، لكنها شاركت فيه لاحقًا. أصبحت غريمكي صديقةً مقربة لراعي كنيستها القس وليام مكدويل. كان مكدويل شماليًا، وكان في السابق قس كنيسة مشيخية في نيوجيرسي. كانت غريمكي ومكدويل معارضين بشدة لنظام العبودية، على أساس أنه نظامٌ ناقص أخلاقيًا وينتهك القانون المسيحي وحقوق الإنسان. دعا مكدويل إلى التحلي بالصبر والصلاة على اتخاذ خطوات والقيام بعمل مباشرٍ ضد العبودية، وقال إن إلغاء الرق «سيخلق شرورًا أسوء»، وهو الموقف الذي كان غير مقبول لدى الشابة أنجلينا.
في عام 1829، تناولت مسألة الرق في اجتماع في كنيستها وقالت إن على جميع أعضاء الجماعة أن يدينوا هذه الممارسة علنًا. تصرف جمهورها باحترام عندما رفض مقترحها لأنها كانت عضوًا نشطًا في مجتمع الكنيسة. بمرور الوقت، كانت الكنيسة قد تصالحت مع العبودية، ووجدت تبريرًا في الكتاب المقدس، وحثت أصحاب العبيد المسيحيين على ممارسة الأبوية وتحسين معاملة عبيدهم. ولكن أنجلينا فقدت الثقة بقيم الكنيسة المشيخية، وطُردت في عام 1829 رسميًا. بدعم من شقيقتها سارة، تبنت أنجلينا مبادئ جمعية الأصدقاء الدينية. كان مجتمع الجمعية صغيرًا جدًا في تشارلستون، وسرعان ما شرعت بإصلاح أصدقائها وعائلتها. مع ذلك، نظرًا إلى اعتقادها أنها أقوم أخلاقًا من الآخرين، كانت تعليقاتها المتعالية حول الآخرين تميل إلى الإزعاج والإغضاب أكثر من الإقناع. بعد أن قررت أنها لا تستطيع محاربة العبودية في أثناء عيشها في الجنوب بين أصحاب البشرة البيضاء، قررت الانتقال والتحرك، ومن منطلق اعتقادها أن الجنوب ليس المكان المناسب لها، تبعت شقيقتها الكبرى سارة إلى فيلادلفيا.

## النشاطية
انضمت الأختان غريمكي إلى الاجتماع الأرثوذكسي في فرع فيلادلفيا لجمعية الأصدقاء الدينية (الكويكرز). خلال هذه الفترة، ظلتا جاهلتين نسبيًا بعض القضايا والمناقشات السياسية؛ كانت الدورية الوحيدة التي يقرؤونها بانتظام هي ذا فرند، الصحيفة الأسبوعية للكويكرز. قدمت الدورية معلومات محدودة عن الأحداث الجارية ولم تناقشها إلا في سياق مجتمع الكويكرز، وهكذا، لم تكن غريمكي في ذلك الوقت على علم بأحداث (ومن ثم لم تتأثر بها) مثل مناقشات ويبستر-هاين وفيتو مايسفيل رود، فضلًا عن الشخصيات العامة المثيرة للجدل مثل فرانسيس رايت.
عاشت أنجلينا لفترة من الزمن مع شقيقتها الأرملة آنا غريمكي فروست، التي عانت مشكلة عدم وجود أي خياراتٍ أمام الأرامل في ذلك الوقت سوى الزواج من جديد. بشكل عام، لم يكن مألوفًا أن تعمل نساء الطبقة العليا خارج المنزل. قررت أنجلينا أن تصبح معلمة بعد أن أدركت أهمية التعليم، وفكرت لفترة وجيزة بالانضمام إلى مدرسة هارتفورد للإناث، وهي مؤسسة أسستها وأدارتها غريمتها المستقبلية كاثرين بيتشر، لكنها في النهاية بقيت في فيلادلفيا.

## وصلات خارجية
- أنجلينا غريمكي على موقع الموسوعة البريطانية (الإنجليزية)
- مؤلفات أنجلينا غريمكي في مشروع غوتنبرغ
- أعمال أو نبذة عن أنجلينا غريمكي على أرشيف الإنترنت